# L'Alquimista
L'Alquimista (en portuguès, originàriament, O Alquimista) és una novel·la de Paulo Coelho publicada en 1988 i traduïda al català per M. Dolors Ventós. Amb més de 85 milions de còpies i traduccions a 88 idiomes, s'ha convertit en un supervendes amb múltiples referències a la cultura popular.

## Argument
Santiago abandona la seva vida com a pastor per cercar un tresor i viatja a l'Àfrica, on ha de treballar per diversos comerciants per poder menjar. Sovint oblida la seva cerca en els afers quotidians i diversos personatges li recorden que ha de perseguir el seu somni. Entra aleshores al desert, on s'enamora i és posat a prova per una tribu de bandits. Un d'ells és l'Alquimista, que el guia cap a les piràmides, on ha d'esquivar diversos clans nòmades per poder cavar i buscar el tresor. Mentre està amb la pala, un vell li comenta que no entén la seva fixació, que ell també ha tingut un somni on el tresor és en una vella església a Espanya, edifici que Santiago reconeix com proper a la seva vila natal. Torna doncs a casa per retrobar el tresor.

## Anàlisi
La novel·la s'estructura com una Bildungsroman seguint una al·legoria continuada, on el protagonista representa a qualsevol persona a la cerca del sentit de la vida i d'aconseguir el seu somni. La trama rep la influència d'una història de Les mil i una nits, ja que es busca un tresor que després resulta que era a casa.
El missatge és que només buscant el somni se'l troba, fugint d'allò còmode i conegut (malgrat que el tresor estigués a tocar de la mà, Santiago no l'hauria trobar sense les indicacions obtingudes al final del seu viatge). Un altre missatge recurrent és que costa reconèixer el valor d'allò evident (com les pedres de l'Alquimista).
El desert reprèn el simbolisme de la Bíblia de lloc de purificació i meditació en solitud, on apareixen les temptacions (la vida amb Fàtima) que un cop superades donen més força al protagonista.